# Magdolna Komka
Magdolna Komka (verheiratet Magdolna Imréné Csábi und Magdolna Gyuláné Zsivótzky; * 1. August 1949 in Salgótarján; † 9. Februar 2024) war eine ungarische Hochspringerin.

## Leben
Magdolna Komka wuchs in Salgótarján auf und machte zunächst Ballett und Turnen, um dann zum Hochsprung zu wechseln. Sie war von 1965 bis 1972 Mitglied beim Sportverein SKSE (Salgótarjáni Kohász Sport Egyesület). Ihre Trainer waren Antal Szepesi und später Zoltán Fejes. 1968 wurde sie in die Nationalmannschaft berufen. Bedingt auch durch eine Verletzung beendete sie 1973 ihre aktive Laufbahn und legte 1974 an der Hochschule für Leibesübungen in Budapest eine Prüfung als Trainerin ab. Magdolna Komka war zweimal verheiratet, zunächst mit dem Leichtathleten Imre Csábi und nach der Scheidung mit dem Hammerwerfer Gyula Zsivótzky. Sie starb im Alter von 74 Jahren und wurde am 14. März 2024 auf dem Friedhof in Óbuda beerdigt.

## Sportliche Erfolge
Ihr erster großer Erfolg war der Gewinn der ungarischen Jugendmeisterschaft 1966 im Hochsprung mit einer Höhe von 1,52 Metern. In der Folgezeit wurde sie viermal ungarische Meisterin im Hochsprung und belegte bei den Hallen-Europameisterschaften den 4. und 7. Platz. Sie wurde 1968 in die Nationalmannschaft berufen und nahm an zwei Olympischen Spielen teil; 1968 belegte sie in Mexiko den 9. Platz und vier Jahre später in München den 23. Platz. Ihr bestes Ergebnis im Hochsprung erzielte sie am 10. Juni 1972 in Budapest mit einer Höhe von 1,85 Metern.